# (543) Charlotte
(543) Charlotte est un astéroïde de la ceinture principale  découvert par Paul Götz le 11 septembre 1904.